# Sułchara
Sułchara (ros. Сулхара) – osiedle w Rosji, w Buriacji, w rejonie kiżyngińskim. W 2021 liczyło 557 mieszkańców.